# Radochovy
Radochovy jsou malá vesnice, část obce Neurazy v okrese Plzeň-jih v Plzeňském kraji. Nachází se asi 2,5 kilometru severozápadně od Neurazů. Je zde evidováno 45 adres. V roce 2011 zde trvale žilo 60 obyvatel.
Radochovy jsou také název katastrálního území o rozloze 3,33 km².

## Historie
První písemná zmínka o vesnici pochází z roku 1239.

## Obyvatelstvo
| Rok            | 1869 | 1880 | 1890 | 1900 | 1910 | 1921 | 1930 | 1950 | 1961 | 1970 | 1980 | 1991 | 2001 | 2011 | 2021 |
| -------------- | ---- | ---- | ---- | ---- | ---- | ---- | ---- | ---- | ---- | ---- | ---- | ---- | ---- | ---- | ---- |
| Počet obyvatel | 250  | 234  | 227  | 232  | 290  | 243  | 206  | 143  | 145  | 121  | 96   | 70   | 73   | 60   | 76   |
| Počet domů     | 32   | 34   | 42   | 40   | 41   | 42   | 41   | 43   | 38   | 31   | 31   | 36   | 42   | 42   | 42   |

## Obecní správa
Při sčítání lidu v letech 1850–1975 Radochovy byly samostatnou obcí, se kterým patřily nejprve do okresu Přeštice, ale v roce 1950 v okrese Blovice a od roku 1960 v okrese Plzeň-jih. Od 1. ledna 1976 jsou částí obce Neurazy v okrese Plzeň-jih.